# Centro de Investigación Marina Quintay
El Centro de Investigación Marina Quintay (CIMARQ) es dependiente de la Facultad de Ecología y Recursos Naturales de la Universidad Nacional Andrés Bello. Se encuentra ubicado en Quintay a 42 km al sur de Valparaíso.

## Desarrollo
El Centro posee una superficie total de unos 8.500 m², con más de 3.000 m² construidos, combinando el rescate del patrimonio arquitectónico de la Ex Ballenera de Quintay con el desarrollo de modernas dependencias para la investigación, extensión y docencia. Se suma a esto una completa infraestructura de apoyo que incluye un auditorio multimedial, una sala multiuso, Guest House, laboratorio de computación, casino, biblioteca y espacios de esparcimiento, entre muchas otras dependencias.
Locos, lapas y erizos, entre otros productos, saldrán de Quintay rumbo a mercados extranjeros. La langosta, en tanto, ya está siendo degustada en Asia y los promotores de su comercialización pretende exportarla de manera masiva.

## Operaciones subacuáticas
A mediados del año 2007, CIMARQ crea el área de Operaciones Subacuáticas, procurando impulsar iniciativas de investigación y docencia para el estudio del medio ambiente submarino. En esta misma línea, una de sus experiencias se ha centrado en la generación de proyectos de investigación y cursos de arqueología subacuática, vinculándose estratégicamente con prestigiosas empresas como ARKA Consultores y organismos públicos especializados como el Consejo de Monumentos Nacionales.